# Saegerosia longicornis
Saegerosia longicornis es una especie de coleóptero de la familia Aderidae.

## Distribución geográfica
Habita en el Congo.